# Scania Omnidekka

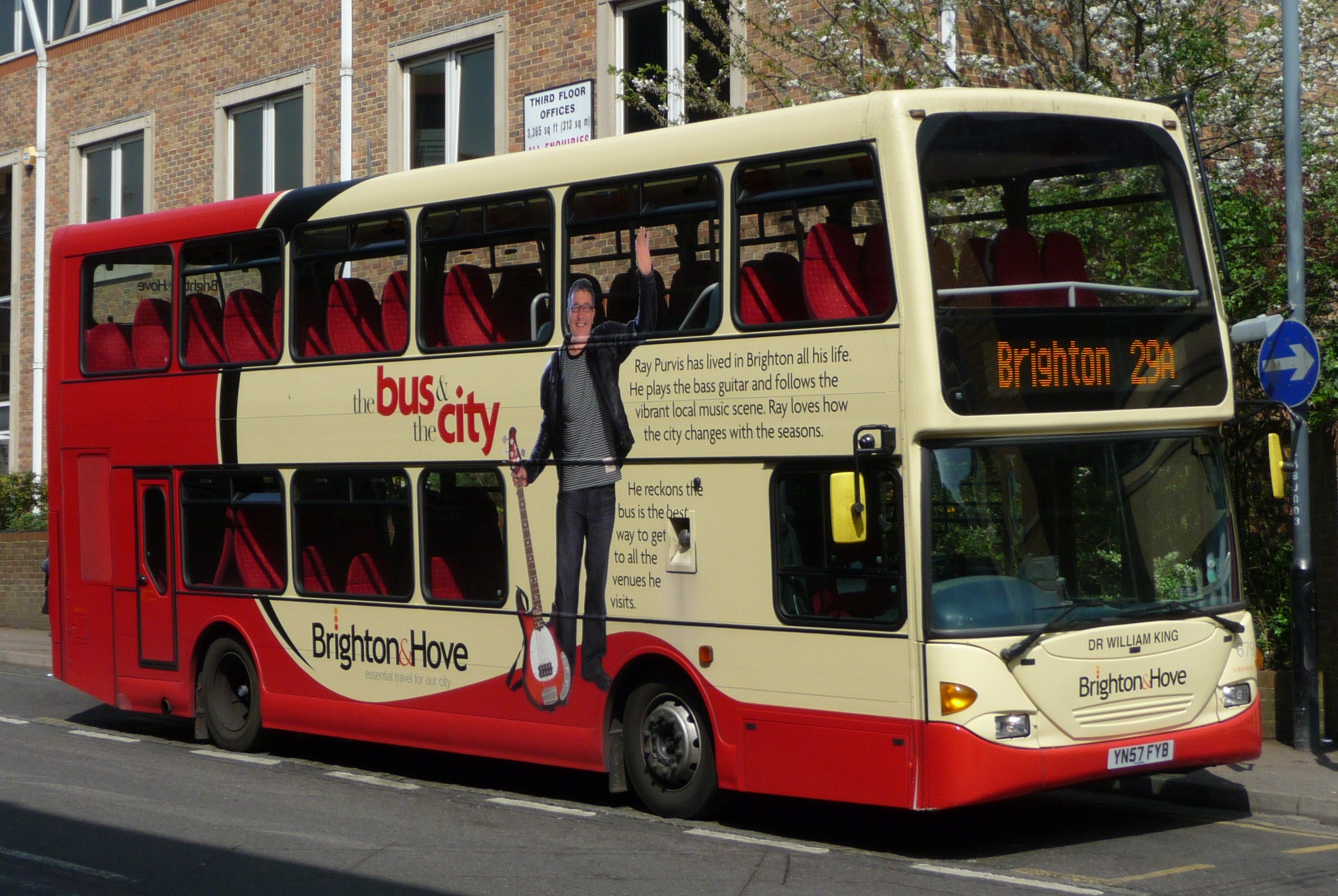
Un autobus Omnidekka

Lo Scania OmniDekka, presentato nel 2003 come East Lancs OmniDekka, e venduto anche come Darwen OmniDekka tra il 2007 e il 2008 e venduto come Optare OmniDekka  tra il 2009 e il 2011 è un modello di autobus a due piani presente sul mercato britannico.
Il modello è basato sullo Scania N94UD con gli esemplari più recenti realizzati sul telaio Scania N230UD/N270UD e con allestimento prodotto dalla East Lancashire Coachbuilders realizzato a partire da quello dell'Alexander Dennis, del VDL su telaio Volvo ma con una parte anteriore modificata e molto simile a quella dell'OmniCity che rende immediatamente riconoscibile questo mezzo come un veicolo di produzione Scania.
La Scania è entrata tardi nel mercato degli autobus a due piani a pianale basso perché offriva sul mercato britannico già il suo autobus a piano singolo L94UB con allestimento Wright.
Nonostante questo però l'Omnidekka ha avuto un buon successo commerciale in particolare presso gli operatori che già utilizzavano, o avevano utilizzato, dei veicoli a due piani prodotti dalla Scania ma che avevano poi acquistato veicoli di produttori differenti.
Grandi operatori dell'Omnidekka sono la Go-Ahead Group di Brighton e di Hove, la Metrobus così come la municipalizzata Reading Buses e la Nottingham City Transport.
Impieghi ad alto profilo dell'Omnidekka sono quelli effettuati dalla First Group con il suo servizio X53 effettuato nel Devon e nel Dorset dove operava anche una linea a lunga percorrenza lungo la Jurassic Coast tra Exeter e Bournemouth e dalla Stagecoach con il suo servizio Corby star nella città di Corby, Northamptonshire territorio nel quale l'Omnidekka ha permesso di battere la concorrenza dei taxi.
Nel 2007 l'allestimento è stato sostituito dall'East Lancs Olympus, conosciuto ora come Optare Olympus), il nuovo allestimento della East Lancs disponibile anche sui nuovi telai Euro IV Scania Serie N.
Dal 2008 al 2010, ci sono stati comunque nuovi esemplari di Omnidekka che sono entrati in servizio con la Nottingham City Transport " come Optare
OmniDekka" e questa stessa società ha piazzato un ordine nel 2011 per altri Omnidekka e da poco ha ricevuto l'ultimo esemplare. Questo perché la Optare ha deciso di chiudere gli stabilimenti di Blackburn e non vuole produrre questo veicolo in quelli di Leeds.